# 플루토에서 아침을
《플루토에서 아침을》(영어: Breakfast on Pluto)는 패트릭 매케이브가 쓴 동명의 소설에 기반하여 닐 조던이 각본, 감독, 제작을 맡은 코미디 드라마 영화이다. 이 다크 코미디(블랙 코미디) 영화에는, 킬리언 머피가 1970년대 아일랜드의 작은 마을과 런던을 배경으로 사랑과 오래전에 잃어버린 엄마를 찾는 트랜스젠더 고아역으로 출연했다.

## 줄거리
매혹적인 화장을 한 패트릭 “키튼” 브랜든은 유모차에 아이를 태우고 건설 인부들과 태평하게 추파를 던지며 그녀의 삶 이야기를 소개한다. 복잡하게 구성된 이 영화는 30개 이상의 짧은 챕터들로 나뉘어 있다. 1940년대 후반 북 아일랜드 국경 근처의 허구의 아일랜드 마을인 Tyrellin에서, 만화처럼 울새들이 아기 패트릭의 엄마가 그의 아빠인 리암 신부가 살고 있는 지역 교구의 문간에 그를 버리고 갈 때 이야기를 들려준다. 그는 곧 애정이라곤 없는 양 엄마에게로 옮겨간다. 어린 패트릭은 후에 드레스를 입고 립스틱을 바른 채 발견되고, 그것은 그의 양가족을 화나게 만든다. 그러나, 패트릭은 그의 친한 친구들인 찰리, 어윈, 로렌스에게 받아들여지고, 로렌스의 아빠 또한 그랬는데, 그는 패트릭에게 그의 친엄마가 금발의 미국 영화 배우인 미치 게이너를 닮았다고 말해준다.
이야기는 빠르게 70년대 초반 패트릭이 10대 후반일 때까지 흘러간다. 패트릭은 학교에서 그가 리암 신부와 그의 젊은 가정부인 에일리 버긴, 그리고 무엇 때문에 그들이 성관계를 갖게 되었는지를 묻는 것으로 인해 어떻게 그가 상상하게 되었는 지를 알 수 있는 노골적인 소설을 씀으로 인해 문제를 일으키게 된다. 패트릭은 그(또는 그녀) 자신을 “키튼”이라는 이름으로 바꾸면서, 동시에 패트리샤란 이름을 사용한다. 그녀는 고해소에서 그녀의 아빠를 만나 그녀의 엄마에 대해 묻지만, 퇴짜를 맞는다. 키튼은 곧 집으로부터 도망쳐서, 빌리 해쳇과 모호크 족이라는 글램 락 밴드의 차를 얻어 타고, 리더인 빌리와 장난스러운 연애를 시작한다. 빌리는 상사병에 걸려, 노숙자 신세인 키튼을 자신의 트레일러에 데려다 주고 거기서 그녀는 아일랜드 공화군을 위해 그가 밀반입한 총들을 숨겨놓은 것을 발견한다. 반면에, 어윈은 IRA (Irish Republican Army, 아일랜드 공화군)에서 일하기 시작하는데, 그의 여자친구인 찰리를 크게 실망시킨다. 키튼은 어윈의 정치적인 견해를 “심각해, 심각해, 심각해,” 라는 말로써 묵살시키나, 로렌스가 IRA의 차 폭탄으로 의심되는 것을 제거하려던 경찰에 의해 살해되자, IRA의 총들을 호수에 모두 던져버린다. 빌리는 키튼을 IRA가 처리하도록 내버려둔 채 도망치지만, 키튼은 미친 척 연기를 하고, 그래서 그녀는 총에 맞지 않는다.
그 뒤 키튼은 그녀의 엄마를 찾기 위해 런던으로 여행을 오지만, 초기의 탐문에서는 아무것도 얻지 못한다. 무일푼으로, 그녀는 공원의 작은 초가집에서 쉬게 되는데, 곧 그것이 <웜블들의 어린이 공원>이라는 것을 알게 된다. 그녀는 춤추고 노래하는 웜블로 직업을 얻게 되지만, 곧 그녀의 스폰서이자 동료가 그들의 상사를 때려 눕히면서 그 일을 잃게 된다.
매춘을 강요당해, 그녀는 그녀의 첫 번째 고객에게 폭력을 당하지만, 다행히 그의 눈에 샤넬 No. 5 향수를 뿌림으로써 교살당할 뻔한 위기에서 살아남는다. 식당에서, 마술사인 버티 본이 그녀에게 무엇을 쓰고 있냐고 묻는다. 그녀는 그것이 커다란 도시가 “삼켜버린” “유령같은 여인”의 이야기라고 말하는데, 곧 그것은 그녀가 찾고 있는 엄마에 관한 것임을 드러낸다. 버티는 그녀를 그의 마술 조수로 고용하면서, 그녀의 삶에 관한 이야기를 최면 상태로 이용한다. 둘은 어느날 로맨틱한 당일치기 여행을 떠나는데, 키튼은 버티가 그녀에게 키스하려고 할 때 사실 자신은 여자가 아니란 것을 밝힌다. 버티는 그가 이미 그것을 알고 있었다고 말한다. 그 후, 찰리가 버티의 쇼를 찾아내고 키튼을 데려간다.
그 뒤, 키튼은 영국 군인들이 자주 찾는 클럽에 가고 한 군인과 춤을 추는데, 클럽이 IRA에 의해 폭격당했을 때 부상을 입고 만다. 경찰이 키튼이 생물학적으론 남자이고 아일랜드인이란 것을 발견하고, 그녀는 테러리스트 용의자로 체포된다. 얻어맞고 잠을 자지 못하게 되면서, 그녀는 과장된 진술서를 쓰는데, 이 장면은 상상의 스파이 영화를 패러디한 것이다. 경찰들은 그녀가 무고하단 것을 알고 고분고분해져서, 그녀를 풀어준다. 갈 곳이 없었으므로, 키튼은 경찰서에 머물도록 해달라고 빌지만, 거리로 내던져진다. 키튼은 다시 매춘을 하게 되지만, 그녀를 심문했던 경찰 중 하나에 의해 구조된다.그는 그녀를 핍 쇼 에 데려가고 거기서 그녀는 자신을 우아한 금발 여자로 분장시킨다. 그녀의 아버지가 그녀를 찾고 고해하는 장면을 보여주면서, 그의 애정을 고맵하고 키튼에게 어딜 가면 엄마를 만날 수 있는지 알려준다. 그녀는 전화회사 시장조사원으로 변장하고 엄마의 집을 찾아가고 똑같이 패트릭이란 이름의 이부동생을 만나게 된다. 그녀는 그녀의 엄마 앞에서 기절하지만, 깨어난 후에도 진짜 자신이 누구인지 밝히지 않는다.
어윈이 IRA에 의해 살해당했을 때, 키튼은 임신한 찰리를 돌보기 위해 집으로 돌아온다. 그러나, 고향은 미혼모와 그녀의 트랜스젠더 친구를 교구 회관에 불을 지름으로써 거세게 거부하고, 키튼과 찰리는 런던으로 도망친다. 마지막 장면에서, 그들은 병원에서 키튼의 엄마인 엘리가 임신한 것과 어린 패트릭을 우연히 만나는데, 그곳은 찰리가 산후조리를 받고 있는 곳이기도 했다. 키튼은 친절하게 인사하지만, 여전히 그녀의 진짜 정체를 드러내지 않는다.

## 출연진
- 킬리언 머피 - 패트릭/패트리샤 “키튼” 브래든 역
- 코너 매커보이 - 10살 때의 패트릭 역
- 스티븐 레이 - 버티 본 역
- 브렌던 글리슨 - 존 조 케니 역
- 리엄 니슨 - 리엄 신부 역
- 게빈 프라이데이 - 빌리 해쳇 역
- 러스 네가 - 찰리 역
- 로렌스 킨랜 – 어윈 역
- 시머스 레일리 – 로런스 역
- 에바 버시슬 - 엘리 버긴 역
- 이언 하트 - PC 월리스
- 스티븐 와딩턴 - 루트리지 경위
- 루스 매케이브 – 마 브래든
- 리엄 커닝엄 - 첫 번째 자전거 탄 사람 (“플루토에서 아침을” 노래를 소개하는 사람)
- 패트릭 매케이브 - 안경잡이 교사 이건
- 브라이언 페리 - 실키

## 한국판 성우진(KBS)
- 김승준 - 패트릭(킬리언 머피)
- 장광 - 리엄 신부(리엄 니슨)
- 김정애 - 로렌스(세뮤얼 라일리)
- 안경진 - 캐롤린(샬린 맥케나) / 교사(라이낙 오그래디)
- 김옥경 - 브래이든 부인(루스 맥케이브) / 나이트클럽 여인(앤토니아 캠벨휴즈) / 가정부(메리 코클란)
- 차명화 - 엘리(에바 버시슬) / 패트릭의 이복동생(시드 영)
- 이재용 - 버티(스티븐 레아) / 발리의 친구(이몬 오웬) / 교사(팻 맥케이브)
- 김관진 - 발리(게빈 프라이데이) / 나이트클럽 남자(도미닉 쿠퍼)
- 이선 - 찰리(루스 네가) / 어린 패트릭(코너 맥케보이)
- 이장원 - 교장(오웬 로우) / 형사(스티븐 워딩턴)
- 고재균 - 존(브렌단 글리슨) / 주교(톰 힉키) / 아나운서
- 변현우 - 어윈(로렌스 킨런) / 월리스 형사(이언 하트) / 불량배(리엄 커닝엄) / 발리의 친구(시아란 놀란)

## 제작
키튼의 역할을 위해, 머피는 여성의 바디 랭귀지를 배웠고 몇 주 동안 그를 가르치고 자신의 친구들과 함께 그를 클럽에 데려간 드랙퀸을 만났다.
닐 조던 과 팻 맥케이브는 영화 산업을 위해 그들이 선택한 소설을 줄거리로 할 큰 기회를 얻었다. 책에서, 주인공은 “Pussy”라 불리지만, 조던과 맥케이브는 영화에서 그녀를 “키튼”으로 바꾸었다. 몇몇 장기적인 관계 뿐만 아니라 특이한 상황에서 성적으로 수많은 남자, 여자와 얽히는 매우 문란한 푸시와 달리, 키튼은 다른 등장인물들과 키스조차 하지 않는다. 한 성적 매매 행위가 강하게 드러나 있지만, 키튼은 그 어느 장면에서도 성적인 장면을 보여주지 않는다. 영화 내내 그녀가 만나는 남자들과의 추파 섞인 관계들은 결코 보이지 않거나 주인공이 짝사랑을 갈망함으로써 완벽하게 압축된 채로 나타난다.
키튼과 버티의 해안가 씬은 조던 감독의 이전 작품의 암시로 보이는데, 크라잉 게임, 그것은 또한 트랜스젠더인 주인공, IRA, 그리고 배우 스테판 리가 등장한다. 크라잉 게임에서, 리의 역할은 그가 홀딱 반해 성적으로 관계를 맺게 된 여인이 사실 생물학적으로 남자라는 것을 알아차리지 못하는 것이었다. <플루토에서 아침을>에서, 키튼은 리의 배역이 그에게 키스하기 전에 그녀가 “여자가 아니라고” 고백하고, 그는 다정하게 그가 이미 그것을 알고 있다고 말하지만, 다시 키스하려 하지는 않는다.
영화가 기반으로 했던 소설의 작가이자 공동 극작가였던 패트릭 맥케이브는 키튼의 창의적 글쓰기 강사로 영화에 카메오로 출연한다. 데클란 버크도 또한 글을 읽는 엑스트라로 출연한다.

## 수상과 노미네이트
키튼에 대한 묘사로, 머피는 2007년 아일랜드 영화 & 텔레비전 아카데미상(IFTA Award)에서 남우주연상을 받고 골든 글로브 시상식에서 영화 – 뮤지컬 & 코미디 부문의 남우주연상 후보에 올랐다. 조던은 또한 2007 IFTA Award에 최우수 감독상을 받고 맥케이브와 함께 IFTA 최우수 각본상을 받는다.

## 참조
1. ↑  Kaufman, Anthony. "Blue Streak" 보관됨 29 9월 2007 - 웨이백 머신, Time Out New York, 10 November 2005. Accessed 19 July 2007.
2. ↑  Stein, Ruthe. "Walking on thin gender line in search of love" 보관됨 2007-08-07 - 웨이백 머신, The San Francisco Chronicle, 23 December 2005. Accessed 18 July 2007.
3. ↑  <플루토에서 아침을>의 전체 출연진과 스텝들 IMDb
4. ↑  "Eva and Cillian take film accolades" 보관됨 13 2월 2007 - 웨이백 머신, AOL Entertainment U.K., 12 February 2007. Accessed 18 July 2007.